# Санний спорт на зимових Олімпійських іграх 2022 — двомісні сани
Змагання з санного спорту в двомісних санях на зимових Олімпійських іграх 2022 відбудуться 9 лютого в Санно-бобслейному центрі Сяохайто в районі Яньцін у Пекіні.
Тобіас Вендль і Тобіас Арльт - чемпіони двох попередніх Олімпійських ігор. Вони кваліфікувалися і на цю Олімпіаду, як і бронзові призери 2018 року Тоні Еггерт і Заша Бенекен. Срібні призери 2018 року Петер Пенц та Георг Фішлер завершили спортивну кар'єру. Еггерт і Беннекен перед Олімпіадою очолювали залік Кубка світу, а Вендль і Арльт посідали 2-ге місце. Ці дві пари вважають головними претендентами на золоті медалі. Бронзові призери Олімпіади-2014 Андріс Шіцс і Юріс Шіцс показували стабільні результати в сезоні 2021-2022 і перед цими Іграми посідали 3-тє місце в Кубку світу.

## Результати
| Місце | Номер | Спортсмени                           | Країна                     | 1-й заїзд | Місце | 2-й заїзд | Місце | Сума     | Відставання |
| ----- | ----- | ------------------------------------ | -------------------------- | --------- | ----- | --------- | ----- | -------- | ----------- |
| 1     | 5     | Тобіас Вендль Тобіас Арльт           | Німеччина                  | 58.255 TR | 1     | 58.299    | 1     | 1:56.554 |             |
| 2     | 2     | Тоні Еггерт Заша Бенекен             | Німеччина                  | 58.300    | 2     | 58.353    | 2     | 1:56.653 | +0.099      |
| 3     | 11    | Томас Штеу Лоренц Коллер             | Австрія                    | 58.426    | 3     | 58.639    | 3     | 1:57.065 | +0.511      |
| 4     | 3     | Мартиньш Ботс Робертс Плуме          | Латвія                     | 58.628    | 5     | 58.791    | 5     | 1:57.419 | +0.865      |
| 5     | 1     | Андріс Шіцс Юріс Шіцс                | Латвія                     | 58.703    | 6     | 58.734    | 4     | 1:57.437 | +0.883      |
| 6     | 4     | Емануель Рідер Сімон Кайнцвальднер   | Італія                     | 58.602    | 4     | 58.995    | 7     | 1:57.597 | +1.043      |
| 7     | 10    | Трістан Вокер Джастін Сніт           | Канада                     | 58.895    | 7     | 59.023    | 8     | 1:57.918 | +1.364      |
| 8     | 8     | Олександр Денисьєв Владислав Антонов | Олімпійський комітет Росії | 59.040    | 9     | 58.953    | 6     | 1:57.993 | +1.439      |
| 9     | 7     | Войцех Хмілевський Якуб Ковалевський | Польща                     | 58.992    | 8     | 59.073    | 9     | 1:58.065 | +1.511      |
| 10    | 6     | Андрій Богданов Юрій Прохоров        | Олімпійський комітет Росії | 59.376    | 11    | 59.132    | 11    | 1:58.508 | +1.954      |
| 11    | 15    | Закарі Ді Ґреґоріо Шон Голландер     | США                        | 59.389    | 12    | 59.126    | 10    | 1:58.515 | +1.961      |
| 12    | 12    | Пак Чі Йон Чо Юн М'юн                | Південна Корея             | 59.361    | 10    | 59.366    | 12    | 1:58.727 | +2.173      |
| 13    | 9     | Томаш Ваверчак Матей Змій            | Словаччина                 | 1:00.138  | 15    | 59.704    | 13    | 1:59.842 | +3.288      |
| 14    | 13    | Васіле Гитлан Дар'юс Шербан          | Румунія                    | 59.694    | 13    | 1:00.243  | 16    | 1:59.937 | +3.383      |
| 15    | 14    | Ігор Стахів Андрій Лисецький         | Україна                    | 59.983    | 14    | 1:00.080  | 15    | 2:00.063 | +3.509      |
| 16    | 17    | Філіп Вейделек Зденек Пекний         | Чехія                      | 1:00.248  | 16    | 59.869    | 14    | 2:00.117 | +3.563      |
| 17    | 16    | Хуан Єбо Пен Цзюньюе                 | Китай                      | 1:00.732  | 17    | 1:00.840  | 17    | 2:01.572 | +5.018      |